# 경상남도의회
경상남도의회는 대한민국 경상남도에 제출된 의견이나 법안을 처리하기 위해 설치된 의회이다.

## 조직

### 의장단
- 의장
- 부의장 2명

### 위원회
상임위원회
- 의회운영위원회
- 기획행정위원회
- 교육위원회
- 농해양수산위원회
- 경제환경위원회
- 건설소방위원회
- 문화복지위원회

특별위원회
- 예산결산특별위원회
- 윤리특별위원회

### 사무기구
사무처
- 총무담당관실[2]
- 의사담당관실[3]
- 입법정책담당관실[3]
- 전문위원

## 역대 경상남도의회의원 선거 결과

### 제1대 경상남도의회
1952년 5월 10일에 실시된 1952년 대한민국 지방 선거를 통해 60명의 제1대 경상남도의원이 선출되었다.
| 정당 | 정당               | 합계 |
| ---- | ------------------ | ---- |
|      | 자유당             | 19   |
|      | 대한독립촉성국민회 | 11   |
|      | 대한청년단         | 3    |
|      | 민주국민당         | 1    |
|      | 대한노동총연맹     | 1    |
|      | 무소속             | 25   |

### 제2대 경상남도의회
1956년 8월 13일에 실시된 1956년 대한민국 지방 선거를 통해 67명의 제2대 경상남도의원이 선출되었다. 
| 정당 | 정당               | 합계 |
| ---- | ------------------ | ---- |
|      | 자유당             | 21   |
|      | 민주당             | 6    |
|      | 대한독립촉성국민회 | 4    |
|      | 무소속             | 36   |

### 제3대 경상남도의회
1960년 12월 12일에 실시된 1960년 대한민국 지방 선거를 통해 80명의 제3대 경상남도의원이 선출되었다.
| 정당 | 정당   | 합계 |
| ---- | ------ | ---- |
|      | 민주당 | 42   |
|      | 신민당 | 2    |
|      | 무소속 | 36   |

### 제4대 경상남도의회
1991년 6월 20일에 실시된 1991년 대한민국 지방 선거를 통해 89명의 제4대 경상남도의원이 선출되었다.
| 정당 | 정당         | 합계 |
| ---- | ------------ | ---- |
|      | 민주자유당   | 73   |
|      | 신민주연합당 | 1    |
|      | 민주당       | 1    |
|      | 무소속       | 14   |

### 제5대 경상남도의회
1995년 6월 27일에 실시된 제1회 전국동시지방선거를 통해 94명의 제5대 경상남도의원이 선출되었다. 본 선거를 통해 지역구 의원 85명과 비례대표 의원 9명이 선출되었다.
| 정당 | 정당       | 지역구 | 비례대표 | 합계 |
| ---- | ---------- | ------ | -------- | ---- |
|      | 민주자유당 | 52     | 6        | 58   |
|      | 민주당     | 0      | 3        | 3    |
|      | 무소속     | 33     | -        | 33   |

|  | 44.6% |

|  | 8.4% |

|  | 0.1% |

|  | 46.9% |

한 정당이 비례대표 의석의 2/3를 초과하여 배분받을 수 없다는 공직선거법 조항에 따라 민주자유당에 6석, 민주당에 3석이 배분되었다.

### 제6대 경상남도의회
1998년 6월 4일에 실시된 제2회 전국동시지방선거를 통해 51명의 제6대 경상남도의원이 선출되었다. 본 선거를 통해 지역구 의원 46명과 비례대표 의원 5명이 선출되었다.
| 정당 | 정당           | 지역구 | 비례대표 | 합계 |
| ---- | -------------- | ------ | -------- | ---- |
|      | 한나라당       | 41     | 3        | 44   |
|      | 새정치국민회의 | 0      | 2        | 2    |
|      | 무소속         | 5      | -        | 5    |

|  | 56.6% |

|  | 8.4% |

|  | 2.0% |

|  | 1.1% |

|  | 31.0% |

한 정당이 비례대표 의석의 2/3를 초과하여 배분받을 수 없다는 공직선거법 조항에 따라 한나라당에 3석, 새정치국민회의에 2석이 배분되었다.

### 제7대 경상남도의회
2002년 6월 13일에 실시된 제3회 전국동시지방선거를 통해 50명의 제7대 경상남도의원이 선출되었다. 본 선거를 통해 지역구 의원 45명과 비례대표 의원 5명이 선출되었다.
| 정당 | 정당         | 지역구 | 비례대표 | 합계 |
| ---- | ------------ | ------ | -------- | ---- |
|      | 한나라당     | 44     | 3        | 47   |
|      | 새천년민주당 | 0      | 1        | 1    |
|      | 민주노동당   | 0      | 1        | 1    |
|      | 무소속       | 1      | -        | 1    |

|  | 74.50% |

|  | 10.78% |

|  | 8.95% |

|  | 3.34% |

|  | 2.39% |

한 정당에 비례대표 의석 2/3를 초과하여 배분할 수 없다는 공직선거법 조항에 따라 한나라당에 4석, 새천년민주당과 민주노동당에 각 1석이 배분되었다.

### 제8대 경상남도의회
2006년 5월 31일에 실시된 제4회 전국동시지방선거를 통해 53명의 제8대 경상남도의원이 선출되었다. 본 선거를 통해 지역구 의원 48명과 비례대표 의원 5명이 선출되었다.
| 정당 | 정당       | 지역구 | 비례대표 | 합계 |
| ---- | ---------- | ------ | -------- | ---- |
|      | 한나라당   | 44     | 3        | 47   |
|      | 민주노동당 | 1      | 1        | 2    |
|      | 열린우리당 | 0      | 1        | 1    |
|      | 무소속     | 3      | -        | 3    |

|  | 63.83% |

|  | 18.12% |

|  | 18.04% |

### 제9대 경상남도의회
2010년 6월 2일에 실시된 제5회 전국동시지방선거를 통해 59명의 제9대 경상남도의원이 선출되었다. 본 선거를 통해 지역구 의원 49명과 비례대표 의원 5명, 교육의원 5명이 선출되었다.
| 정당 | 정당       | 지역구 | 비례대표 | 합계 |
| ---- | ---------- | ------ | -------- | ---- |
|      | 한나라당   | 35     | 3        | 38   |
|      | 민주노동당 | 4      | 1        | 5    |
|      | 민주당     | 2      | 1        | 3    |
|      | 진보신당   | 2      | 0        | 2    |
|      | 국민참여당 | 1      | 0        | 1    |
|      | 무소속     | 5      | -        | 5    |
|      | 교육의원   | -      | -        | 5    |

|  | 48.15% |

|  | 17.89% |

|  | 14.58% |

|  | 6.91% |

|  | 5.74% |

|  | 3.83% |

|  | 2.33% |

|  | 0.52% |

### 제10대 경상남도의회
2014년 6월 4일에 실시된 제6회 전국동시지방선거를 통해 55명의 제10대 경상남도의원이 선출되었다. 본 선거를 통해 지역구 의원 50명과 비례대표 의원 5명이 선출되었다.
| 정당 | 정당           | 지역구 | 비례대표 | 합계 |
| ---- | -------------- | ------ | -------- | ---- |
|      | 새누리당       | 47     | 3        | 50   |
|      | 새정치민주연합 | 0      | 2        | 2    |
|      | 노동당         | 1      | 0        | 1    |
|      | 무소속         | 2      | -        | 2    |

|  | 59.19% |

|  | 28.86% |

|  | 5.29% |

|  | 2.88% |

|  | 2.51% |

|  | 1.24% |

### 제11대 경상남도의회
2018년 6월 13일에 실시된 제7회 전국동시지방선거를 통해 58명의 제11대 경상남도의원이 선출되었다. 본 선거를 통해 지역구 의원 52명과 비례대표 의원 6명이 선출되었다.
| 정당 | 정당         | 지역구 | 비례대표 | 합계 |
| ---- | ------------ | ------ | -------- | ---- |
|      | 더불어민주당 | 31     | 3        | 34   |
|      | 자유한국당   | 19     | 2        | 21   |
|      | 정의당       | 0      | 1        | 1    |
|      | 무소속       | 2      | -        | 2    |

|  | 45.31% |

|  | 38.86% |

|  | 7.66% |

|  | 5.32% |

|  | 1.32% |

|  | 0.81% |

|  | 0.68% |

### 제12대 경상남도의회
2022년 6월 1일에 실시된 제8회 전국동시지방선거를 통해 64명의 제12대 경상남도의원이 선출되었다. 본 선거를 통해 지역구 의원 58명과 비례대표 의원 6명이 선출되었다.
| 정당 | 정당         | 지역구 | 비례대표 | 합계 |
| ---- | ------------ | ------ | -------- | ---- |
|      | 국민의힘     | 56     | 4        | 60   |
|      | 더불어민주당 | 2      | 2        | 4    |

|  | 62.36% |

|  | 31.49% |

|  | 4.28% |

|  | 0.84% |

|  | 0.51% |

|  | 0.50% |

## 정당별 의석 수
| ↓            |          |  |
| 4            | 60       |  |
| 더불어민주당 | 국민의힘 |  |

### 교섭단체
경상남도의회는 총 정원의 10퍼센트 이상을 확보한 정당, 또는 교섭단체에 속하지 않은 의원이 총 정원의 10퍼센트가 모여 교섭단체를 구성할 수 있다.

## 같이 보기
- 경상남도의회의원 목록
- 경상남도청